# Blasieholmsleden

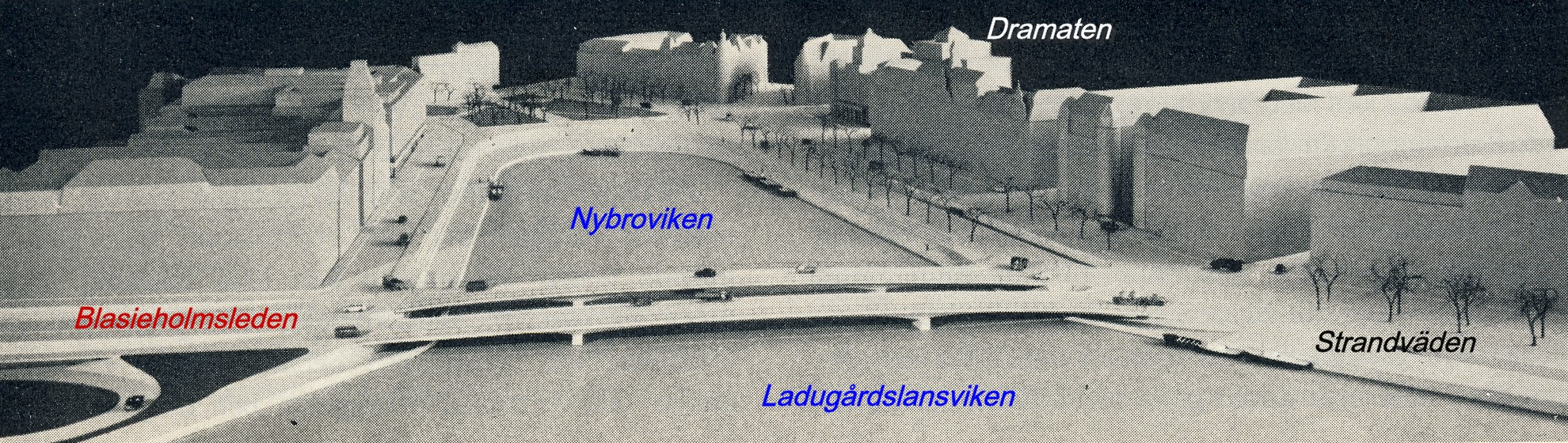
Modellen enligt alternativ A

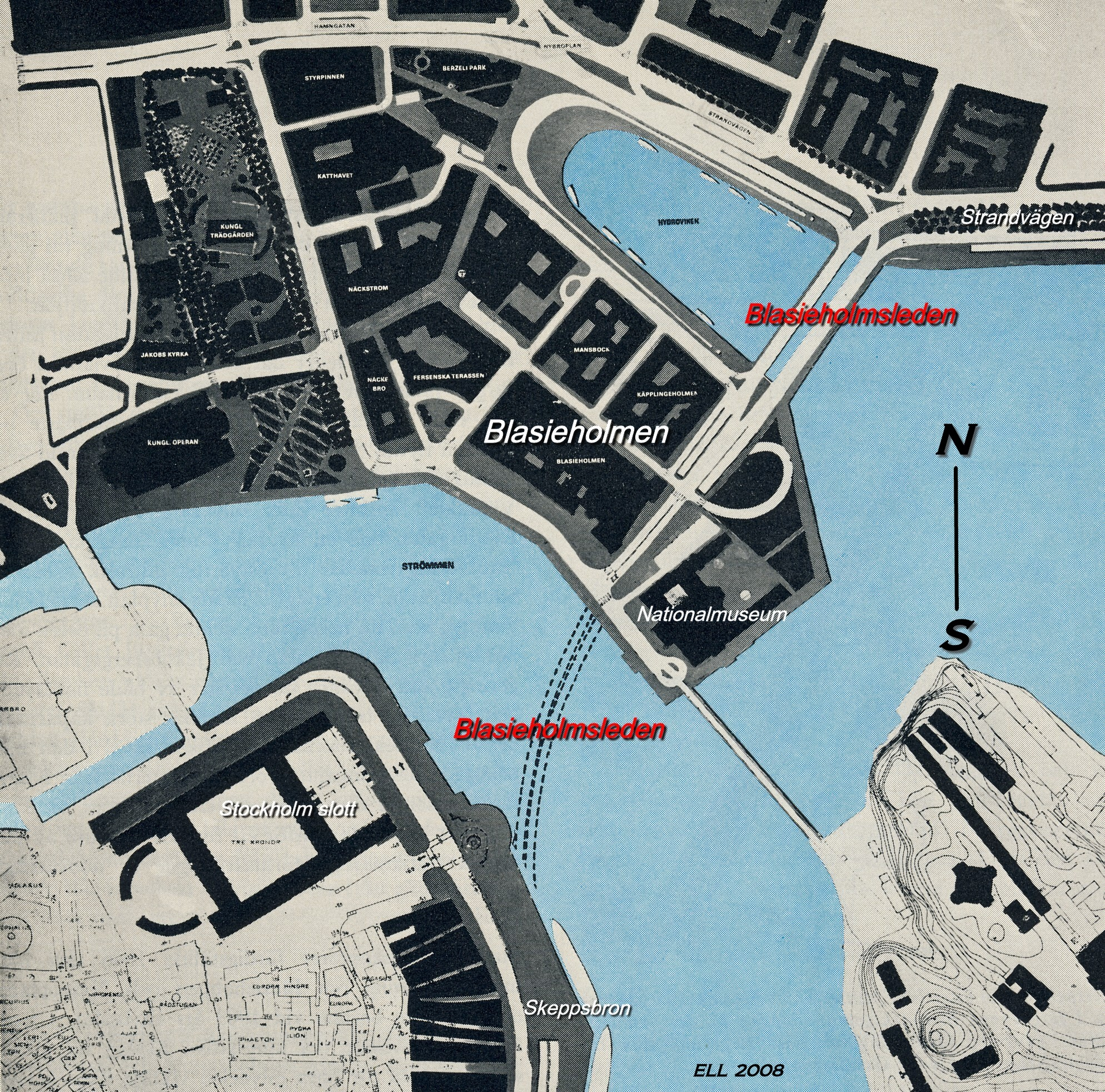
Blasieholmsleden enligt alternativ A

Blasieholmsleden var en planerad sexfilig motortrafikled i Stockholms innerstad som skulle förbinda Stadsgården via Blasieholmen med Strandvägen. Planen fanns med i City 67, men blev aldrig genomförd.

## Bakgrund
Redan i 1962 års cityplan fanns ett förslag att anlägga den så kallade Blasieholmsleden, som var en del i ett större nät av huvudleder för motortrafik i Stockholms innerstad. I City 67 redovisades två alternativa förslag för trafikföringen i östra citydelen. Från Skeppsbron passerade leden i båda alternativ Norrström i en tunnel, som kom upp till ytan ungefär vid Nationalmuseets norra hörn.  Därifrån fortsatte leden i alternativ A med en dubbelbro rakt över Nybroviken, där den knöts ihop med Strandvägen i höjd med Skeppargatan. I alternativ B fördes leden runt hela Nybrovikens inre del och knöts ihop med Strandvägen söder om Dramatiska teatern.  I båda alternativen skulle Strömbron rivas. Ärendet behandlade i generalplaneberedningen, som tillstyrkte alternativ A, broförslaget.
Blasieholmsleden ingick i deletapp fem för genomförandet av Norrmalmsregleringen och skulle förverkligas i mitten av 1970-talet. Deletapperna tre, fyra och fem kom dock aldrig till utförande. Med den så kallade Almstriden i Kungsträdgården 1971 kulminerade protesterna mot stadens saneringspolitik, detta i kombination med minskade finansiella resurser ledde till en inbromsning av byggandet av nya stadskvarter och stadsmotorvägar. I cityplan 1977 tillkom inga fler trafikleder i Stockholms city utöver de som redan var byggda och man menade att privata biltrafiken fick "anpassa sig till den lägre kapacitet som gatunätet erbjuder".